# テオドラ・ドゥーカイナ・コムネナ
テオドラ・ドゥーカイナ・コムネナ （Theodora Dukaina Komnena, 1058年 - 1083年）は、東ローマ帝国皇帝コンスタンティノス10世ドゥーカスと、2度目の皇后エウドキア・マクレンボリティサの娘。

## 生涯
1075年、兄ミカエル7世ドゥーカス帝の在位時に、ヴェネツィア共和国のドージェ・ドメニコ・セルヴォとコンスタンティノープルで結婚。結婚後は、テオドラ・アンナ・ドゥーカイナ・セルヴォ（Teodora Anna Dukaina Selvo）と名乗った。
彼女は大勢のギリシャ人従者たちを連れてヴェネツィアへ降嫁し、そこでは一般的でない、貴族らしい振る舞いと高慢にみえるマナーを、自ら持ち込んだ。東ローマ風の贅沢としてたとえば、突き出し燭台につけたロウソク・フォーク・フィンガーボウル・ナプキンの使用などである。彼女は退行性の病で死んだが、ヴェネツィア人たちは、彼女の際限のない贅沢なふるまいに対して神聖な審判が下ったとみた。